# Borgatomelissa
Borgatomelissa is een geslacht van vliesvleugelige insecten uit de familie Andrenidae

## Soorten
- B. brevipennis (Walker, 1871)
- B. niveopilosa Patiny, 2002